# Sobekhotep VIII
Sobekhotep VIII is een koning van de 16e dynastie uit de Egyptische oudheid.  Hij was de opvolger van farao Djehuti.
Sobekhotep VIII regeerde over Opper-Egypte in de tijd dat de Hyksos de gebieden uit Neder-Egypte onder controle hadden. Hij bleef zestien jaar farao, waarna hij werd opgevolgd door Neferhotep III.